# 吉庄三大王庙
吉庄三大王庙，位于中华人民共和国山西省朔州市朔城区神头镇吉庄村，已列为山西省文物保护单位。

## 保护
2021年8月4日，吉庄三大王庙由山西省人民政府公布为第六批山西省文物保护单位，编号6-55。